# Mark Brandon Read
Mark Brandon Read, detto Chopper (Carlton, 17 novembre 1954 – Melbourne, 9 ottobre 2013), è stato un criminale e scrittore australiano, riconosciuto per un certo periodo come la persona più pericolosa d'Australia.
Viene riconosciuto anche come artista e celebrità televisiva dopo aver presentato qualche show televisivo. Nel 2000 il regista Andrew Dominik basa un film sulla vita di Brandon, intitolato Chopper, basandosi sull'autobiografia che scrisse durante i suoi lunghi anni di carcere.

## Infanzia
Mark Brandon ebbe un'infanzia disagiata e violenta. Visse i primi cinque anni della sua vita all'interno di un orfanotrofio, per poi vivere nelle periferie di Melbourne. A scuola fu vittima di bullismo, sostenendo nei suoi vari scritti, che all'età di 15 anni aveva già perso centinaia di lotte, e subito altrettante violenze da altri ragazzi della sua età, dal padre e non solo. Venne anche rinchiuso in un manicomio in quanto ritenuto pazzo e mentalmente instabile. Lo stesso Brandon afferma che durante la sua permanenza nell'ospedale psichiatrico abbia subito delle terapie di elettroshock e di psicofarmaci. Il suo soprannome, Chopper, con cui oggi è riconosciuto, gli viene dato per la sua somiglianza con l'omonimo personaggio del cartone animato Yakky Doodle che seguiva da bambino.

## La vita da criminale
Con la sua banda, la "Surrey Road", composta per lo più da ragazzi minorenni, iniziò a crearsi problemi. Divenne ben presto il leader della comitiva, spingendo tutti gli altri a seguirlo. Iniziarono derubando gli spacciatori di droga nella zona di Prahran, presso dei rinomati centri di massaggi.  In seguito si spinse ben oltre, rapendo membri del mondo criminale per torturarli. Era solito usare la fiamma ossidrica per ustionarli, o delle cesoie o tronchesine per staccare le loro dita di mani o piedi. Non uccideva, in quanto riusciva ad estorcere loro più denaro dopo le torture. In caso contrario, provvedeva a uccidere dopo lunghe e strazianti torture. Tutto questo all'età di 16 anni.
Nel 1970 venne incarcerato nella prigione di Pentridge, in Tasmania, per aver tentato di colpire un giudice durante un'udienza in tribunale. Li creò una nuova banda, soprannominata "The Cappotto Gang", in quanto i membri che ne facevano parte indossavano per tutto l'anno un lungo cappotto, al fine di nascondere le armi che portavano con loro. Durante questo periodo iniziò diverse rivolte nel carcere, conducendo centinaia di violenti scontri tra detenuti e guardie. Sempre in questo periodo, Brandon si fece tagliare, assieme ad un suo compagno, entrambe le orecchie. Questo gli permise di evadere temporaneamente dal carcere. Al suo ritorno però, venne accoltellato dai membri della sua stessa gang, probabilmente in quanto questi erano venuti a conoscenza del suo piano per far divenire la sua gang la più temuta di tutto il carcere. Il piano consisteva nel colpire tutti i membri di altre gang esterne alla loro, al fine di creare una nuova rivolta tra detenuti all'interno del carcere. Pare che venne colpito da due suoi amici, James "Jimmy" Loughnan e Patrick "Blue" Barnes, tentati da una ricompensa offertagli proprio per la testa di Brandon. In questo attacco, Brandon perse diversi metri di intestino, all'età di 17 anni.
Veniva descritto come carismatico, brillante, sadico e spaventoso. Era stato carcerato, la prima volta, per diversi reati, come l'aggressione al giudice, 19 omicidi e 11 tentati omicidi. In seguito, dopo circa 3 anni, venne nuovamente carcerato con l'accusa di rapina a mano armata, offesa a pubblico ufficiale, aggressione e rapimento. All'età di 20 anni, tornò nuovamente in carcere, per uscirne poi all'età di 38 anni. Durante questo periodo all'interno del carcere, iniziò a scrivere diverse autobiografie, che raccontano la sua vita come noi oggi la conosciamo.

## Vita sentimentale
Nel 1995 Brandon sposa Mary-Ann Hodge, durante la sua permanenza nel carcere, e da questo matrimonio ebbe un figlio, Charlie. Questa storia però si conclude nel 2001 con il divorzio della coppia. Nel 2003 però Brandon si sposa nuovamente con una sua vecchia amica, Margaret Cassar, dalla quale ebbe un altro figlio, Brandon Roy.

## Dopo il carcere
Dopo essere uscito di prigione, visse un periodo di tranquillità. Dopo l'uscita del film Chopper nel 2000, la sua figura venne impegnata nel sociale, quasi come una redenzione dello stesso.
- Nel 2001 venne scelto per uno spot nel quale parlava dei pericoli che potevano derivare dalla guida in stato di ebbrezza. Questo lo ritrae seduto in cucina, mentre si strappa la camicia per mostrare i suoi tatuaggi e le sue cicatrici, per poi dire:

- Nel 2002 partecipa ad un film, una commedia australiana, intitolata Guerriero di Troia[senza fonte].
- Nel 2005, divenuto molto conosciuto e famoso, intraprende un tour per tutta l'Australia, intitolato "Sono innocente", assieme a Mark "Jacko" Jackson[2]. Nello stesso anno partecipò ad un concerto a Sydney assieme all'ex-detective Roger "The Dodger" Rogerson.
- Nel 2006 incide un album di musica rap, intitolato "Intervista con un pazzo". Nello stesso anno partecipa ad un altro spot contro la violenza domestica.
- Nel 2008 diede il consenso per utilizzare il suo nome per una birra lager, prodotta nel Victoria, si chiama Chopper Heavy, ed è collegata ad un altro importante criminale Australiano, Ned Kelly.

## La malattia
Durante il carcere Brandon contrae l'epatite C. Secondo le sue lettere, questa pare essere dovuta all'utilizzo di un rasoio da barba usato e sporco di sangue. In seguito ha rifiutato un trapianto di fegato, affermando che:
Nel 2008, dopo diversi controlli, gli vennero dati solo tra i due ed i cinque anni di vita. Sebbene gli venne offerto un nuovo trapianto di fegato, questo rifiutò nuovamente, dicendo di non voler togliere nulla a chi meritasse più di lui.
Nel 2009 il suo caso è nuovamente ripreso per un'intervista alla radio, dove Brandon afferma di avere la cirrosi al fegato, e che per quella non c'è alcuna cura.
Nel 2012 gli è stato diagnosticato un tumore al fegato ed è stato sottoposto ad un intervento chirurgico. Nuovamente ricoverato nel settembre 2013, è scomparso il 9 ottobre dello stesso anno all'età di 58 anni.

## Come artista
Brandon è stato un rinomato scrittore di romanzi polizieschi. I suoi libri hanno venduto oltre le 500 000 copie. Di recente ha anche effettuato delle registrazioni vocali. Il suo primo libro, risalente al 1991 è intitolato Chopper: From the insider, è consiste in una raccolta delle sue lettere durante gli anni di permanenza nel carcere, contenente racconti, storie, vicende e aneddoti della prigione. Con il libro Chopper 5: Pulp Faction, Brandon si distacca dalla realtà, ed inizia a basare i suoi racconti su storie inventate e fantasiose, basandosi sempre sulla sua vecchia vita da criminale. In seguito, scrisse anche un libro per bambini, Hooky lo storpio, che però non venne pubblicato.

## Opere
- Chopper: From the inside (1991);
- Chopper 2: Hits & Memories (1992);
- Chopper 3: How to shot friends and influence people (1993);
- Chopper 4: For the Term of His Unnatural Life (1994);
- Chopper 5: Pulp Faction: Revenge of the Rabbit Kisser and Other Jailhouse Stories (1995);
- Chopper 6: No Tears for a Tough Guy (1996);
- Chopper 7: The Singing Defective (1997);
- Chopper 8: The Sicilian Defence (1998);
- Chopper 9: The Final Cut (1999);
- Chopper 10 1 ⁄ 2 : The Popcorn Gangster (2001);
- Hooky the Cripple : The Grim Tale of a Hunchback Who Triumphs (2002);
- The Adventures of Rumsley Rumsfelt (2003);
- Chopper 11: Last Man Standing: From Ex-Con to Icon (2007);

### Discografia
- The Smell of Love EP – Chopper Read and The Blue Flames (1997)
- Interview with a Madman (2006)

### Biografia
- Chopper (2000)
- Fat Belly: Chopper... Unchopped (2009)

Con il film Chopper, interpretato da Eric Bana, Brandon ebbe diversi contrasti. Lo stesso Brandon infatti accuserà il regista di non aver riportato correttamente le versioni scritte sullo schermo, contraddicendo addirittura diversi avvenimenti. Un esempio che riporterà spesso sarà quello della droga, in quanto nelle sue letture si dimostra distante da questa, mentre nel film viene mostrato come dipendente. A questo proposito affermerà che "Bisogna conoscere qualcuno prima di odiarlo.".